# Yarborough Landing
Yarborough Landing – jednostka osadnicza w Stanach Zjednoczonych, w stanie Arkansas, w hrabstwie Little River.